# مصطفى أقينجي
مصطفى أقينجي (بالتركية: Mustafa Akıncı)‏ سياسي قبرصي، شغل منصب رئيس جمهورية شمال قبرص التركية منذ 30 أبريل 2015 وحتى 23 أكتوبر 2020. ولد في 28 ديسمبر 1947. في عمر 28 سنة أصبح عمدة الشطر التركي لمدينة نيقوسيا وترشح للإنتخابات الرئاسية في قبرص الشمالية وفاز بها وأصبح رئيسها اعتبارا من 30 أبريل عام 2015.
كان أقينجي مهندسًا معماريًا ممارسًا للمهنة، انتُخب في عام 1976 أول عمدة لبلدية نيقوسيا التركية في شمال قبرص وهو في سن 28 عامًا. هزم مرشحًا اعتمده الرئيس رؤوف دنكطاش مرشحًا لحزب التحرير العام. شغل هذا المنصب مدة 14 عامًا حتى عام 1990 دون انقطاع، وقاد العديد من المشاريع التي فازت بجوائز دولية، بما في ذلك جائزة الآغاخان للعمارة والتعاون مع نظيره في الجزء القبرصي اليوناني. برز في الوقت نفسه إلى الصدارة واكتسب نفوذًا داخل حزبه، إذ أصبح أولًا أمينًا عامًا ثم زعيمًا في عام 1987. شغل منصب عضو في جمعية الجمهورية بين عامي 1993 و 2009، ونائب لرئيس الوزراء ووزير الدولة بين عامي 1999 و 2001. انتهت قيادته لحزب التحرير العام في عام 2001. أسس حركة السلام والديمقراطية في عام 2003 وشغل منصب الرئيس فيها.
دافع أقينجي منذ فترة طويلة عن إعادة توحيد الجزيرة، وعارض نفوذ تركيا المتسلط والمتزايد في شمالها.

## نشأته
وُلد أقينجي في ليماسول في 28 ديسمبر عام 1947. درس الهندسة المعمارية في جامعة الشرق الأوسط التقنية حيث التقى زوجته ميرال أقينجي. عاد إلى قبرص في عام 1973 وتزوج في عام 1974. وُلد طفلهما الأول دوغا في عام 1975.

## مسيرته السياسية

### بداية مسيرته السياسية وفترته كعمدة
انتُخب أقينجي في عام 1975 عضوًا في الجمعية التأسيسية للقبارصة الأتراك. خاض الانتخابات مرشحًا عن حزب التحرير العام لمنصب رئيس بلدية نيقوسيا التركية وأيده الحزب التركي الجمهوري في الانتخابات المحلية لشمال قبرص في 24 مايو عام 1976. هزم منافسه الرئيسي رجل الأعمال نيفزات أوزونغلو عن الجناح اليميني لحزب الوحدة الوطنية (الذي أيده زعيم القبارصة الأتراك التاريخي رؤوف دنكطاش) بفارق 1500 صوت، وحصل على 48.99% من الأصوات مقابل حصول أوزونغلو على نسبة 31.81%. أصبح بعد هذه الانتخابات أول رئيس بلدية منتخب لبلدية نيقوسيا التركية، وشغل ذلك المنصب مدة 14 عامًا دون انقطاع من 1976 إلى 1990.
أُعيد انتخابه في الانتخابات المحلية لشمال قبرص في 1 يونيو عام 1980 بنسبة 39.98% من الأصوات. فاز مرة أخرى في فترة رئاسته الثالثة في الانتخابات المحلية لشمال قبرص في 2 يونيو عام 1986 حين قام حزب الاتحاد الوطني بحملة قوية لاستعادة البلدية، وحصل على نسبة 46.42% من الأصوات مقابل 40.93% من الأصوات لرامز مانييرا مرشح حزب الاتحاد الوطني.
تعاون خلال فترة حكمه مع رئيس بلدية نيقوسيا القبرصي اليوناني ليلوس ديميتريادس في تنفيذ مشروع مياه الصرف الصحي في نيقوسيا وتطبيق الخطة الرئيسية فيها. نالت خطة نيقوسيا الرئيسية «جائزة البيئة العالمية» في عام 1989 وجائزة آغا خان للعمارة في عام 2007. مُنح أقينجي وديميتريادس ميدالية شرف نوسترا الأوربية في عام 2003 تقديرًا لجهودهما المستمرة والناجحة في خدمة نيقوسيا ومواطنيها في الأوقات الصعبة، والحفاظ على البيئة التاريخية والمعمارية للمدينة المسورة.
أصبح أقينجي في عام 1983 أول رئيس بلدية في البلديات المنشأة حديثًا في المناطق القبرصية التركية. انتُخب في عام 1987 زعيمًا لحزب التحرير المجتمعي، وشغل المنصب حتى عام 2001.
قرر حزب التحرير المجتمعي في عام 1985 الانضمام إلى الحكومة التي ترأسها زعيم حزب الوحدة الوطنية درويش إروغلو. رفض أقينجي الذي كان الأمين العام لحزب التحرير المجتمعي في ذلك الوقت تشكيلَ هذه الحكومة. عارض السياسة الاقتصادية التي اقترحتها الحكومة التركية تحت قيادة توركوت أوزال، والتي أيدها حزب الوحدة الوطنية وبعض وزراء حزب التحرير المجتمعي، وقاد الحزب في معارضة اتفاقية الاقتصاد، وهي الخطوة التي أنهت الحكومة. أحال أقينجي إربيلن، وزير الصحة في ذلك الوقت، إلى اللجنة التأديبية للحزب، ما أدى إلى استقالة إربيلن من حزب التحرير المجتمعي.

### عضو البرلمان، وزير عن الولاية، الترشحات الرئاسية الفاشلة
شغل أقينجي بين عامي 1993 و 2009 منصب عضو في البرلمان في شمال قبرص. ترشح في الانتخابات الرئاسية في 15 أبريل عام 1995 للرئاسة مرشحًا عن حزب التحرير المجتمعي. حصل على 14.23% من الأصوات، وكان في المركز الرابع خلف المرشح المستقل رؤوف دنكطاش، ومرشح حزب الوحدة الوطنية درويش إروغلو، ومرشح الحزب الجمهوري التركي أوزكر أوزغور. عُيّن في 30 ديسمبر عام 1998 وزيرًا للدولة ونائب رئيس الوزراء في الحكومة السادسة برئاسة درويش إروغلو، حيث كان أقينجي رئيسًا لحزب التحرير المجتمعي والشريك الأصغر في تحالف حزب الوحدة الوطنية - حزب التحرير المجتمعي.
ترشح أقينجي للرئاسة مرة أخرى في الانتخابات الرئاسية في 15 أبريل عام 2000 مرشحًا عن حزب التحرير المجتمعي. حصل على 11.70% من الأصوات وجاء في المرتبة الثالثة، خلف المرشح المستقل دنكطاش وإروغلو مرشح حزب الوحدة الوطنية. شغل منصبه الوزاري حتى 8 يونيو عام 2001 عندما انهارت الحكومة.
دخل حزب التحرير المجتمعي بقيادة أقينجي في كثير من الأحيان في احتكاك سياسي مع الرئيس دنكطاش والجيش التركي بشأن النزاع القبرصي والقضايا السياسية المختلفة.  دعا حزب التحرير المجتمعي إلى مواصلة المحادثات بين القبارصة اليونانيين والأتراك ووضع الشرطة تحت سلطة وزارة الداخلية بدلًا من القيادة العسكرية التركية الحالية. صرح أقينجي في عام 2001 بأن حكومة قبرص الشمالية قد عملت بسلاسة باستثناء حادثين وأن الحكومة سقطت بسبب تعاون دنكطاش وتركيا. ذكر في عام 2007 أن الحكومة قد سقطت في عام 2001 بعد تدخل من الجيش التركي نتيجة اختلاف في مواقفهما في عام 2000، وادعى أنه لولا حدوث هذه الأزمة لكان من الممكن أن يحظى بفرصة تولي الرئاسة.

### «حركة السلام والديمقراطية»
أنشأ أقينجي عام 2003 حزب حركة الديمقراطية والسلام الاجتماعي. كانت الأهداف الرئيسية للحزب دعم إعادة توحيد قبرص على أساس خطة عنان للأمم المتحدة وما تلاها من دعم الاتحاد الأوروبي لوحدة الجزيرة. واصل أقينجي اعتبارًا من عام 2015 نظره إلى التكامل الأوروبي بشكل إيجابي للغاية.

### ترشحه للرئاسة عام 2015
قدم أقينجي في 13 مارس عام 2015 بنجاح طلب ترشحه للرئاسة.
تحدث خلال حملته الانتخابية عن مدينة فاروشا داعيًا إلى مفاوضات لحل المشكلة. صرح أقينجي بأنه «بدلًا من العيش جنبًا إلى جنب مع مدينة ميتة، لندعم فاروشا لتصبح مدينة حيوية حيث يعيش الناس ويعمل المقاولون من كلا المجتمعين معًا، ويتمكن الشباب من العثور على وظائف».
جرت الانتخابات الرئاسية في شمال قبرص في 19 أبريل عام 2015، وحصل مصطفى أقينجي على 26.9% من الأصوات، واحتل المرتبة الثانية خلف درويش إروغلو الذي حصل على 28.2% من الأصوات. ونتيجة لذلك، تقدم أقينجي إلى الجولة الثانية من الانتخابات الرئاسية، حيث واجه درويش إروغلو في الجولة الثانية في 26 أبريل عام 2015. فاز أقينجي في الجولة الثانية من الانتخابات وأصبح رئيسًا لشمال قبرص بنسبة 60.5% من الأصوات.

## روابط خارجية
- مصطفى أقينجي على موقع مونزينجر (الألمانية)